# Francesc Garrós i Torrals
Francesc Garrós i Torrals (1824) fou organista i mestre de capella de Torredembarra. Exercí d'organista a Castelló d'Empúries en diverses ocasions.